# 西市区
西市区（せいし-く）は中華人民共和国遼寧省営口市に位置する市轄区。

## 行政区画
8街道弁事処を管轄する。
- 街道弁事所：勝利街道、清華街道、浜海街道、得勝街道、五台子街道、漁市街道、河北街道、沿海街道

## 交通

### 航空
- 営口蘭旗空港（中国語版）

### 道路
- 国道
  -  G305国道（中国語版）